# Staatsregeling van Aruba
De Staatsregeling van Aruba is de constituerende regeling, oftewel grondwet, voor het land (deelstaat) Aruba dat deel uitmaakt van het Koninkrijk der Nederlanden.  Het is de hoogste wet van Aruba en regelt hoe het land is georganiseerd en wordt bestuurd. Daarin worden de bestuursorganen, hun taken en bevoegdheden vastgelegd.
De staatsregeling werd op 9 augustus 1985 unaniem aangenomen door de Eilandsraad van Aruba met 20 stemmen voor en 1 stem niet uitgebracht vanwege een afwezig lid. De staatsregeling trad in werking toen op 1 januari 1986 Aruba uit de Nederlandse Antillen stapte en een status aparte kreeg binnen het Koninkrijk. 
Ze werd gepubliceerd in het Afkondigingsblad van Aruba op 1 januari 1986 als AB1985 No.26. De Staatsregeling van Aruba is, net als de Staatsregeling van Curaçao en die van Sint Maarten, ondergeschikt aan het Statuut voor het Koninkrijk der Nederlanden.

## Inhoud
De inhoud van de Staatsregeling is als volgt:
- Hoofdstuk I – Grondrechten
- Hoofdstuk II – Regering
- Hoofdstuk III – Parlement
- Hoofdstuk IV – Raad van Advies, Algemene Rekenkamer en vaste adviescolleges
- Hoofdstuk V – Wetgeving en bestuur
- Hoofdstuk VI – Justitie en rechterlijke macht
- Hoofdstuk VII – Slotbepalingen